# Mignon (schrijfmachine)

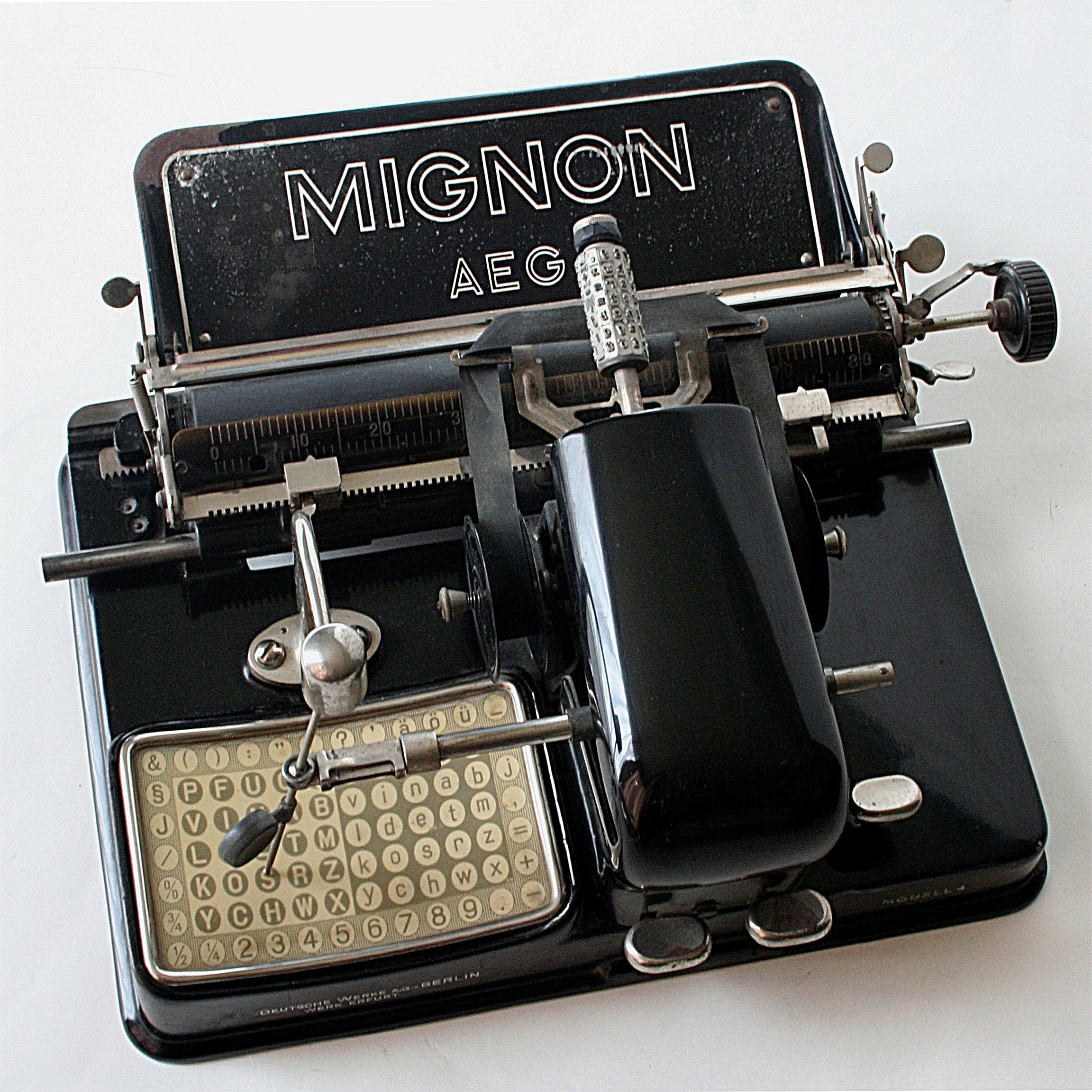
Mignon Modell 4, 1924

Mignon is een type schrijfmachine dat in 1903 werd uitgevonden door Friedrich von Hefner-Alteneck en in jaren 1904 tot 1934 door het Duitse bedrijf AEG werd gefabriceerd.

## werking
In plaats van typearmen was deze schrijfmachine met een letterwals (typecilinder) uitgevoerd, die uitwisselbaar was. Bij het model 4, die vanaf 1924 werd verkocht, waren 26 verschillende letterwalsen beschikbaar, waaronder twee met cyrillisch schrift.
Bij iedere letterwals hoorde een tableau (aanwijsplaatje) waarop de verschillende karakters stonden afgebeeld. Dit tableau moest onder de aanwijsstok in de Mignon schrijfmachine vastgezet worden. Met de linkerhand werd de aanwijsstok boven het gewenste karakter gebracht. Via een mechanische koppeling draaide de letterwals, waardoor de juiste letter boven het papier kwam. Door met de rechterhand een drukknop te bedienen werd de letter op het papier gedrukt. Met een tweede knop kon een spatie ingevoerd worden.